# Jean-Baptiste de Franssu
Jean-Baptiste Douville de Franssu (Parigi, 8 luglio 1963) è un economista e banchiere francese, presidente dello IOR dal 9 luglio 2014.

## Biografia

### Carriera professionale
Laureato alla École supérieure de commerce de Reims, Jean-Baptiste Douville de Franssu ha lavorato dapprima alla Caisse des Dépôts et Consignations, e successivamente per la filiale europea di Invesco. Dal 2009 al 2011 è stato presidente della European Fund and Asset Management Association (EFAMA), poi, a partire dal 2012, ha ricoperto la carica di consigliere indipendente di Carmignac Gestion. È inoltre amministratore delegato di Incipit, una società di consulenza strategica su fusioni e acquisizioni con sede a Bruxelles.
Nel 2013 è stato nominato alla Commissione referente sulla struttura economica e amministrativa della Santa Sede (COSEA).
È entrato a far parte della Segreteria per l'economia e lavora come membro volontario laico al Consiglio per l'economia, responsabile per gettare le basi per la riforma finanziaria del Vaticano.
Su consiglio di Lucio Ángel Vallejo Balda, segretario e coordinatore della commissione per la riforma dello IOR, papa Francesco il 9 luglio 2014 lo ha nominato presidente dell'Istituto per le Opere di Religione, soprannominato "la banca vaticana". Succede al tedesco Ernst von Freyberg, che era stato scelto da papa Benedetto XVI poco prima della sua rinuncia, e che ha accettato di effettuare un periodo di transizione al fine di garantire un adeguato passaggio di consegne.

### Vita personale
Membro della famiglia Douville de Franssu, una delle famiglie rimanenti della nobiltà francese, trascorre gran parte della sua infanzia in Africa, dove i suoi genitori sono in missione. Vive in Senegal, Gabon e Costa d'Avorio, successivamente in Sudan, Somalia, Tanzania e Zambia. Sposa Hélène de Gerlache de Gomery, infermiera belga della famiglia Gerlache e vicina a Madre Teresa. Hanno quattro figli.
Cattolico impegnato e vicino alla spiritualità di Charles de Foucauld, è anche membro del consiglio di amministrazione della World Youth Alliance, un'organizzazione internazionale il cui obiettivo è quello di difendere la dignità della persona umana in seno agli organismi internazionali quali l'ONU o il Parlamento europeo.

## Dichiarazioni
Al momento della sua nomina, ha dichiarato in un comunicato:
Ha aggiunto su Twitter:
Nel corso di una conferenza stampa, lui ed Ernst von Freyberg hanno sottolineato la "continuità" dei loro mandati. Jean-Baptiste de Franssu si considera come responsabile della conduzione della seconda fase della riforma avviata dal suo predecessore, che ha eliminato quasi 3500 conti di riciclaggio di denaro sporco. Il nuovo presidente ha poi promesso che solo gli investimenti "etici" potranno transitare dallo IOR.